# Acer caesium
Acer caesium – gatunek rośliny z rodziny mydleńcowatych (Sapindaceae). W obrębie rodzaju klasyfikowany do sekcji Acer i serii Acer. Rośnie we Wschodniej Azji: w Chinach (prowincje: południowo-wschodnie Gansu, zachodnie Hubei, południowe Shaanxi, Syczuan, zachodni i południowo-wschodni Tybet, północno-zachodni Yunnan), w Himalajach, Hindukuszu i Kaszmirze.

## Morfologia
PokrójDrzewo dorasta do 25 m wysokości. Kora ma kolor blado-brązowy. Gałęzie są czerwono-brązowe, gładkie, pieprzowe ze stwardniałymi cętkami
LiścieLiście mierzą 8–20 cm długości. Są 3–5-klapowane z małymi nasadami. Liście są rzadko owłosione, czasem nawet gładkie, z wyjątkiem spodu. Łodyga liścia ma 5–15 cm długości i jest mocna.
KwiatyKwiaty są jednopienne (indywidualne kwiaty są męskie bądź żeńskie, ale obie płci znajdują się na tym samym drzewie). Pączki kwiatowe są duże, pojawiające się wczesną wiosną. Kwiatostan ostateczny jest wiechowaty. Kwiaty mają 5 mm długości i są żółto-zielone. Płatki mają 2–3 mm długości i posiadają 8 pręcików, które znajdują się wewnątrz dysku i są gładkie. Zalążnia jest owłosiona, a owocolistek zrośnięty do połowy.
OwoceSkrzydlaki mają 3–5 cm długości i są gładkie. Skrzydełka są stojące.

## Biologia
Generalnie rośnie na otwartych placach takich jak na przykład pastwiska. Odosobnione drzewa znajdują się w iglastych lasach na wysokości 2400–3800 m n.p.m. Pod względem mrozoodporności klasyfikowany do strefy 6. Preferuje wilgotną glebę na słonecznym miejscu, ale toleruje też cień. Rośnie dobrze na gliniastym gruncie, ale może rosnąć nawet na lekkich ziemiach. Wiele klonów ma zły wpływ na towarzyszące im niektóre rośliny hamując ich wzrost.

## Zmienność
Występuje w 2 podgatunkach: 
- Acer caesium subsp. caesium
- Acer caesium subsp. giraldii (syn. Acer giraldii Pax)